# Fort Bloqué

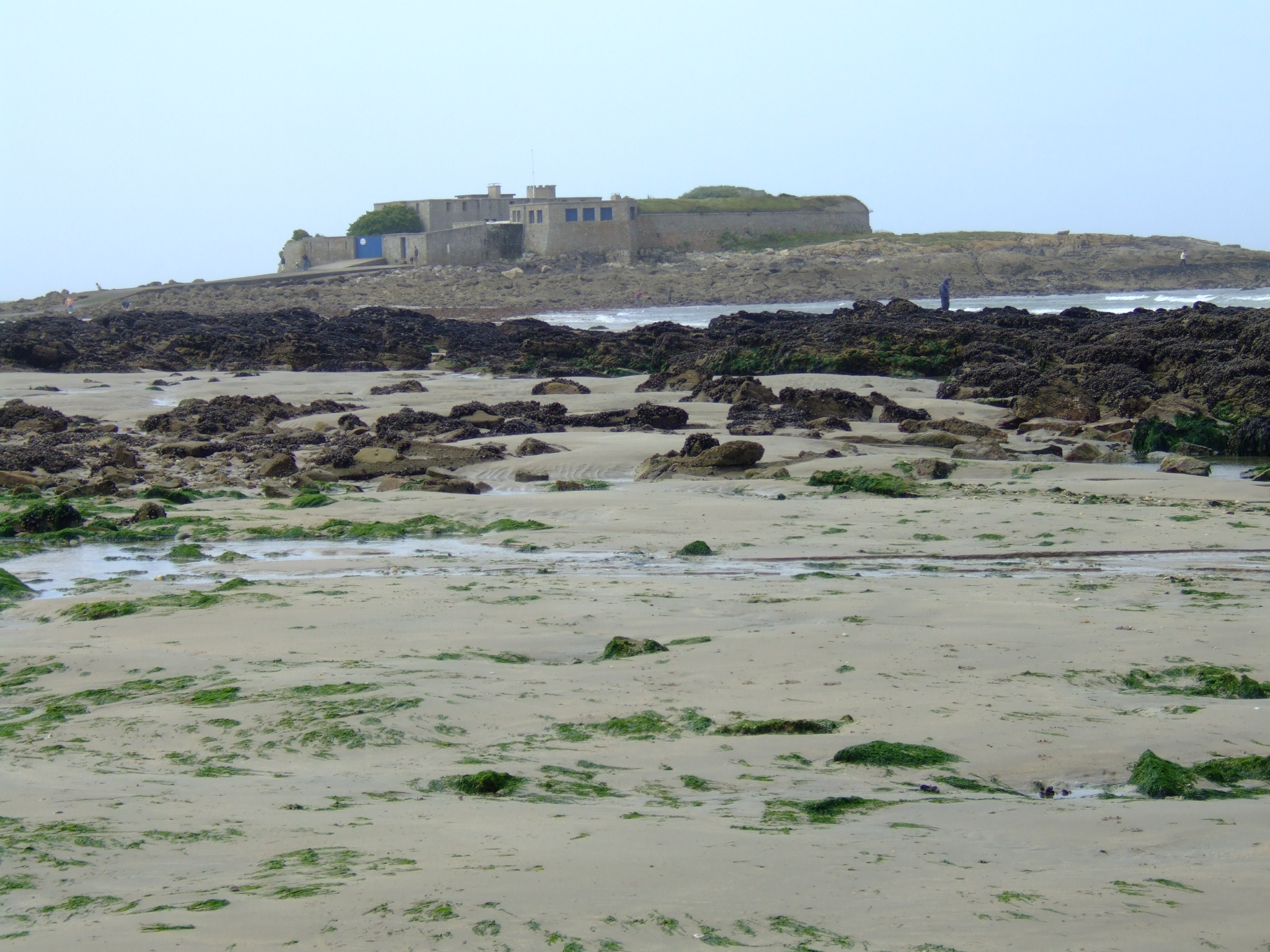
Fort Bloqué aus nördlicher Richtung

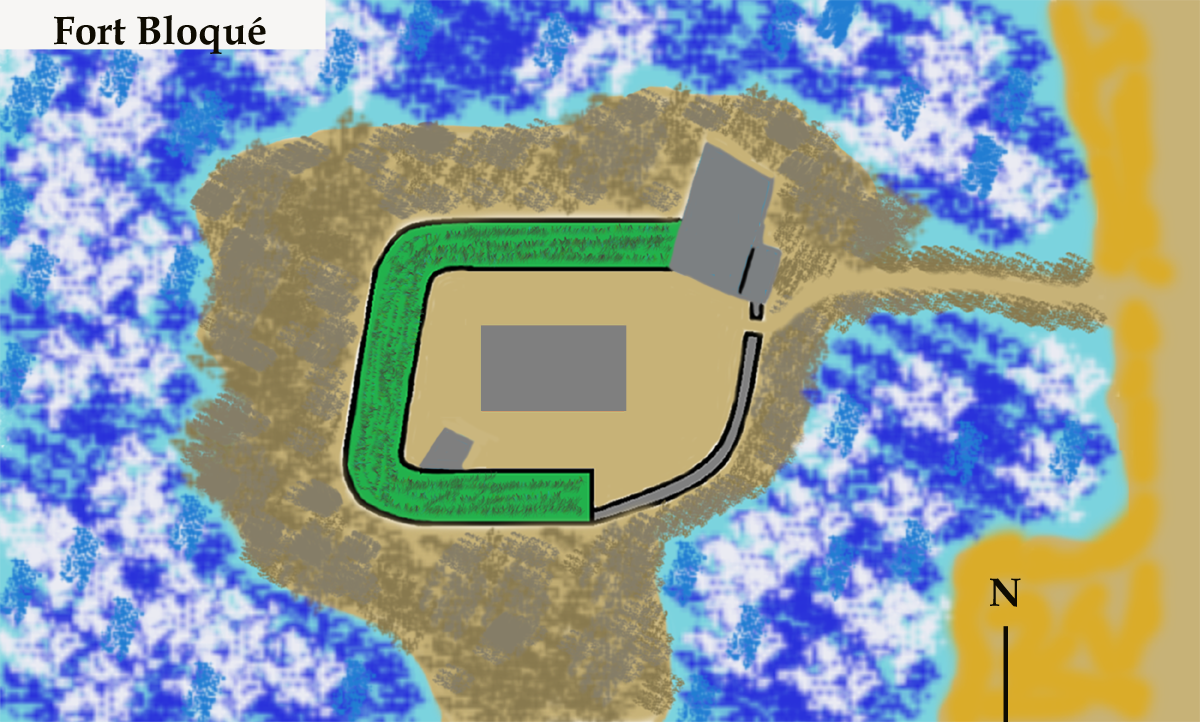
Plan des Forts

Das Fort Bloqué (auch „Fort de Keragan“ genannt) ist eine Befestigungsanlage auf dem Gebiet der Gemeinde Ploemeur im Département Morbihan in Frankreich. Es liegt auf einer Gezeiteninsel, die bei Niedrigwasser zu Fuß erreichbar ist. Erbaut wurde es auf Veranlassung des Gouverneurs der Bretagne Louis Jean Marie de Bourbon, duc de Penthièvre.

## Geschichte
Nach der englischen Belagerung von Lorient (29. September bis 10. Oktober 1746), das als Stützpunkt der in Konkurrenz zur Britischen Ostindien-Kompanie stehenden Französischen Ostindien-Kompanie diente und das dadurch ausgeschaltet werden sollte, und der Ausplünderung der Halbinsel Quiberon 1746 ordnete der Duc de Penthièvre, Amiral de France und Gouverneur der Bretagne, 1747 den Bau einiger Befestigungswerke zum Schutz von Lorient an. Dazu zählten unter anderem noch das Fort de Penthièvre und das Fort Cigogne. Die Bauarbeiten am Fort Bloqué begannen 1748 und waren 1758 beendet.
Es diente vorrangig zur Deckung von Port-Louis (Morbihan) und zur Sicherung der Mündung der Laïta.
Die kleine Anlage war als Artilleriewerk konzipiert, ohne die zur infanteristischen Verteidigung notwendigen Bauteile (Graben, Bastionen oder Halbbastionen zur Vermeidung von toten Winkeln usw.) zu erhalten. Es hat die Form eines verschobenen Rechtecks mit rechts nach hinten gezogener Front, zwei Flanken aus steinverkleideten Erdwällen und einer halbrunden Mauer zum rückwärtigen Abschluss. Im Inneren befinden sich zentral ein Wach- und Unterkunftsgebäude sowie zwei (eines davon wahrscheinlich das Pulverlager) weitere Nebengebäude. Das Fort war mit vier Kanonen ausgestattet, die auf dem Wall frei aufgestellt waren.
Während des Zweiten Weltkrieges war die Anlage von der deutschen Wehrmacht besetzt und in den Atlantikwall integriert, über die Bewaffnung oder Funktion ist jedoch nichts bekannt.
Der Bau der Departementalstraße D 152 in den 1950er Jahren erschloss diese abgelegene Gegend und führte zur Gründung einer neuen Ortschaft gegenüber dem Fort, die die Bezeichnung „Le Fort Bloqué“ übernahm.
Das Fort wurde 1967 verkauft und ab 1970 vom neuen Besitzer renoviert.